# 帕尔马里亚岛
帕尔马里亚岛（義大利語：Isola della Palmaria）是位於義大利里維耶拉的一座島嶼，在行政區劃上屬於利古里亞拉斯佩齊亞韋內雷港。帕尔马里亚岛位於韋內雷港市區對岸，島上有軍港拉斯佩齊亞相關的軍事遺跡，以及考古遺跡。現在帕尔马里亚岛和韋內雷港以及附近的另外數座小島被列入世界文化遺產。